# Hoher Flüchtlingskommissar der Vereinten Nationen

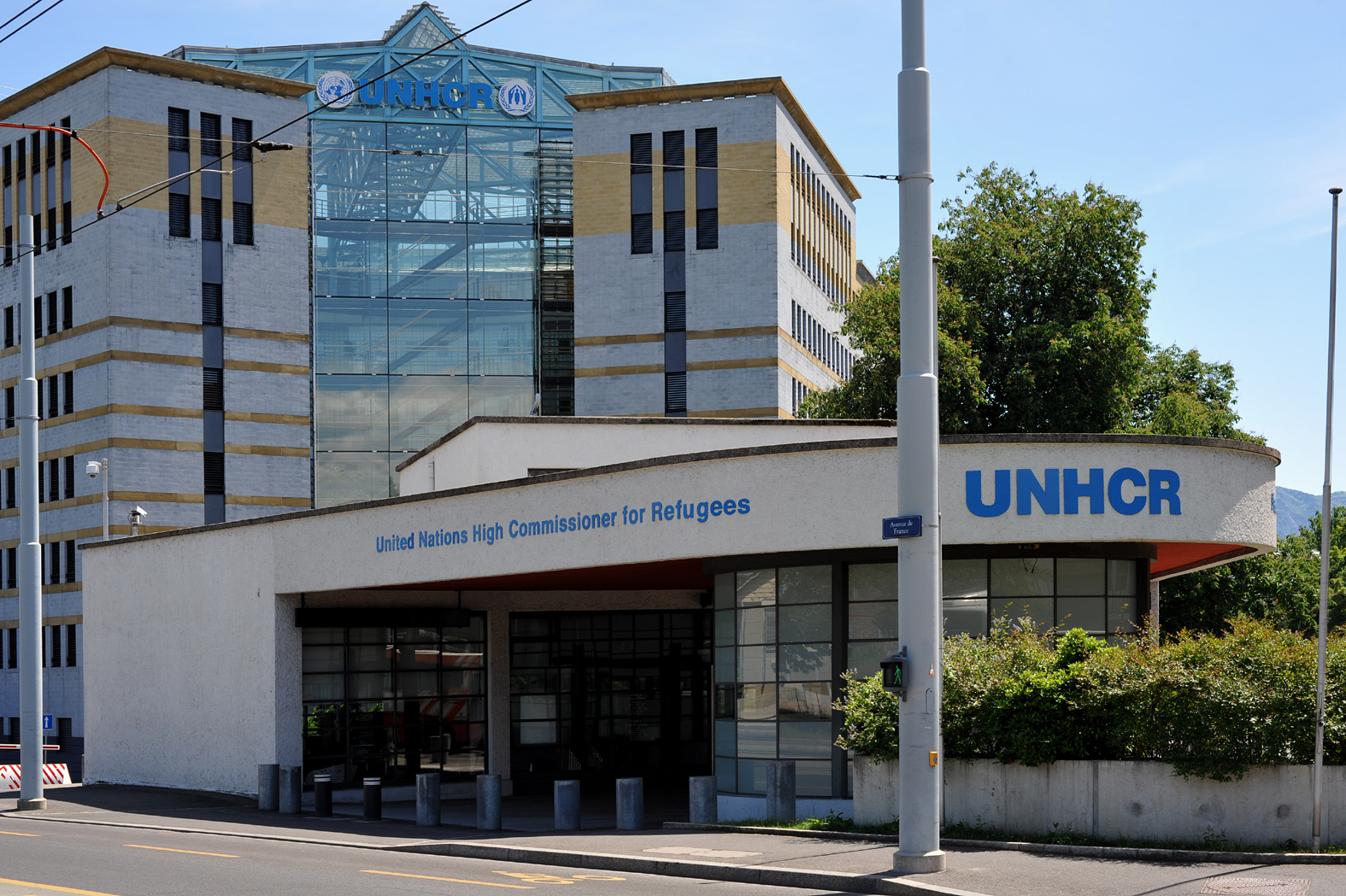
Hauptquartier des UNHCR in Genf (Garage des Nations)

Hoher Flüchtlingskommissar der Vereinten Nationen (englisch United Nations High Commissioner for Refugees ‚Hochkommissar der Vereinten Nationen für Flüchtlinge‘, UNHCR) ist ein persönliches Amt der Vereinten Nationen (UN). Ihm untersteht das Hochkommissariat (engl. Office of the United Nations High Commissioner for Refugees, OHCR, auch The UN Refugee Agency). Es ist mit dem Schutz von Flüchtlingen und Staatenlosen (Flüchtlingsrecht) beauftragt und auch im Bereich der humanitären Hilfe tätig.
Die Organisation mit Dienstsitz in Genf ist als Nebenorgan der Vereinten Nationen der Generalversammlung rechenschaftspflichtig.

## Geschichte
Das Hochkommissariat wurde am 14. Dezember 1950 von der Generalversammlung gegründet und nahm am 1. Januar 1951 seine Arbeit auf. Die Behörde ist die Nachfolgeorganisation des vom Friedensnobelpreisträger und Polarforscher Fridtjof Nansen nach dem Ersten Weltkrieg gegründeten (und von ihm bis 1927 geleiteten) Flüchtlingskommissariats des Völkerbundes. Nach seinem Tod wurde das Office international Nansen pour les réfugiés errichtet. Außerdem ersetzte sie die Internationale Flüchtlingsorganisation (IRO) als UN-Sonderorganisation (1946–1952).
Es sollte zunächst Menschen unterstützen, die in Folge des Zweiten Weltkriegs verschleppt oder vertrieben wurden. Ursprünglich sollte es drei Jahre lang existieren und anschließend, wenn den Vertriebenen geholfen wäre, wieder aufgelöst werden. Stattdessen nahm der Flüchtlingsstrom über die Jahrzehnte weiter zu.
In den Jahren 1977 bis 1995 war der Sitz des UNHCR im Centre William Rappard.
Im Jahr 2015 beschäftigte das UNHCR rund 9300 Mitarbeiter in 125 Ländern, wobei 89 Prozent außerhalb der Genfer Zentrale tätig waren. Im Jahr 2024 ist das UNHCR in 135 Ländern vertreten. Die deutsche Abteilung mit Sitz in Berlin existiert seit den 1950er Jahren, ebenso ein Büro in Wien. Das Flüchtlingshilfswerk schützt und unterstützt Flüchtlinge und ist dazu durch Artikel 2 und 35 der Abkommen über die Rechtsstellung der Flüchtlinge (1951) bzw. ihres Protokolls (1967) mandatiert. Voraussetzung dafür ist, dass der jeweilige Aufnahmestaat diese Rechtsinstrumente unterzeichnet hat. Auf Anfrage einer Regierung oder der UN-Generalversammlung setzt sich das UNHCR auch für den Schutz für Binnenflüchtlinge in zahlreichen Ländern ein. Das Hochkommissariat hilft Flüchtlingen und Vertriebenen auch bei der freiwilligen Rückkehr, der Integration oder ihrer Umsiedlung.
Neben dem rechtlichen Schutz ist zunehmend auch die humanitäre Hilfe für Flüchtlinge vertreten, welche das UNHCR vor allem in Ländern Asiens und Afrikas leistet. Nach dem Flüchtlingsdrama auf der Cap Anamur im Juli 2004 vor der italienischen Küste hat das UNHCR die Europäische Union zur Weiterentwicklung ihres Flüchtlingsrechts aufgefordert. Es müsse ein gemeinsamer europäischer Asylantrag entwickelt werden. Im Jahr 2006 hat sich das UNHCR unter anderem um die im Laufe der Libanon-Krise Vertriebenen gekümmert. Daneben gehörten Tschad/Darfur, Südsudan, Afghanistan sowie Irak zu den größten Missionen des Flüchtlingshochkommissariats. Seit Beginn des Bürgerkrieges in Syrien verantwortet das UNHCR Flüchtlingslager, beispielsweise Zaatari in Jordanien.
Um ein möglichst breites Publikum auf die Arbeit des UNHCR aufmerksam zu machen, arbeitet das Hochkommissariat mit sogenannten Sonder„botschaftern“ zusammen, darunter etwa die Schauspielerin Angelina Jolie.
In den Jahren 1954 und 1981 wurde das Flüchtlingskommissariat mit dem Friedensnobelpreis und 1986 mit dem Balzan-Preis für Humanität, Frieden und Brüderlichkeit unter den Völkern ausgezeichnet.

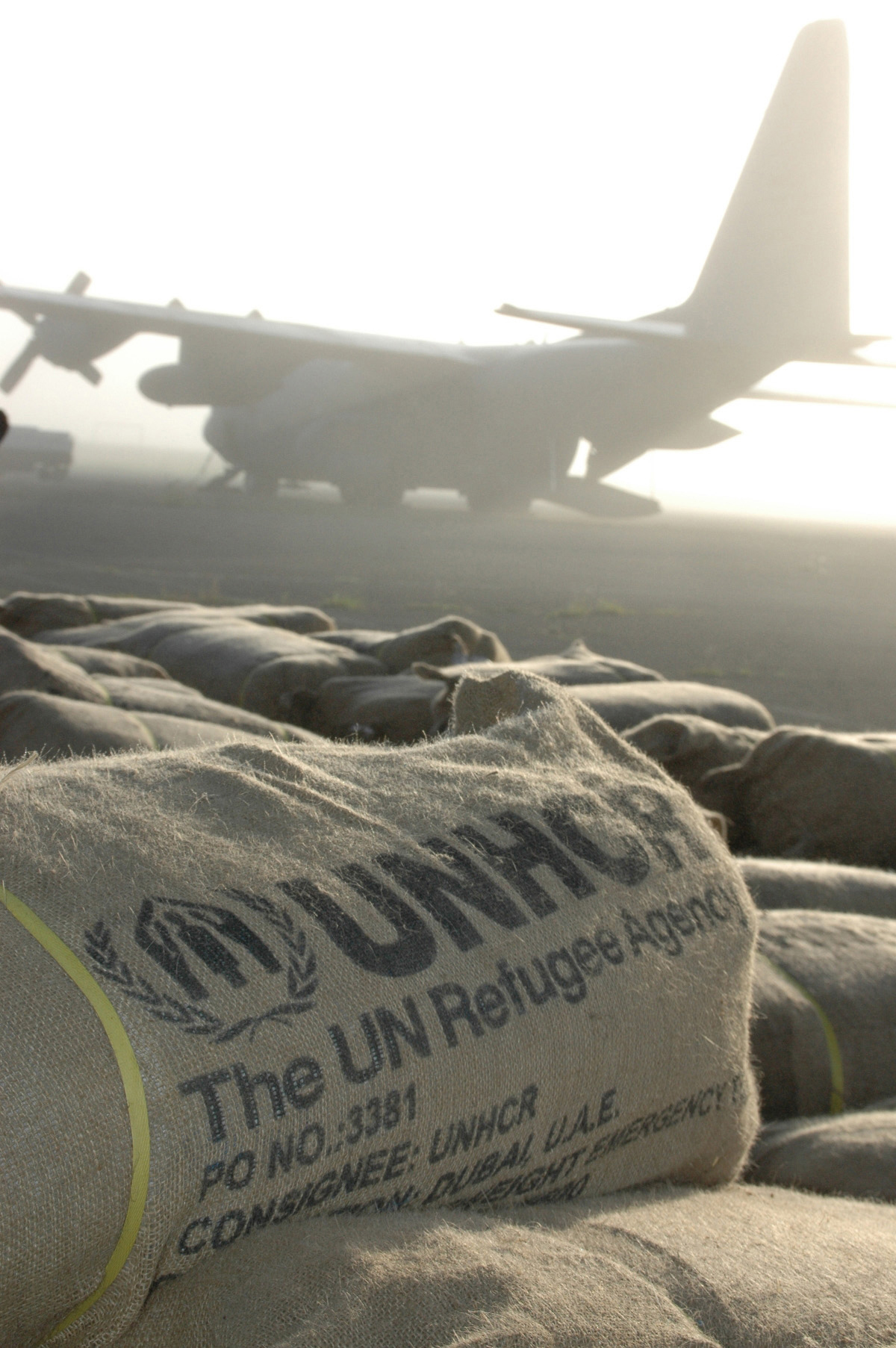
UNHCR-Hilfspakete mit Zelten, Planen und Moskitonetzen nach den Überschwemmungen in Dadaab (Kenia) 2006
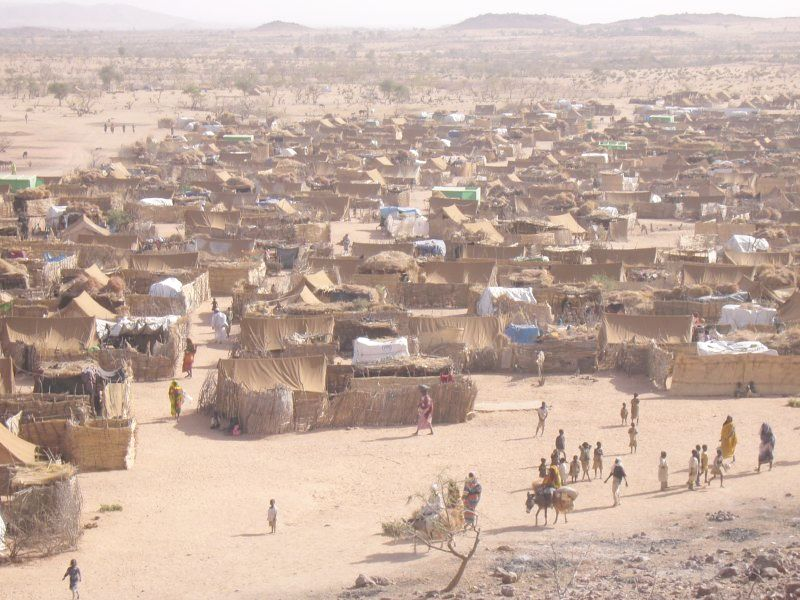
Flüchtlingslager in Darfur (Tschad)
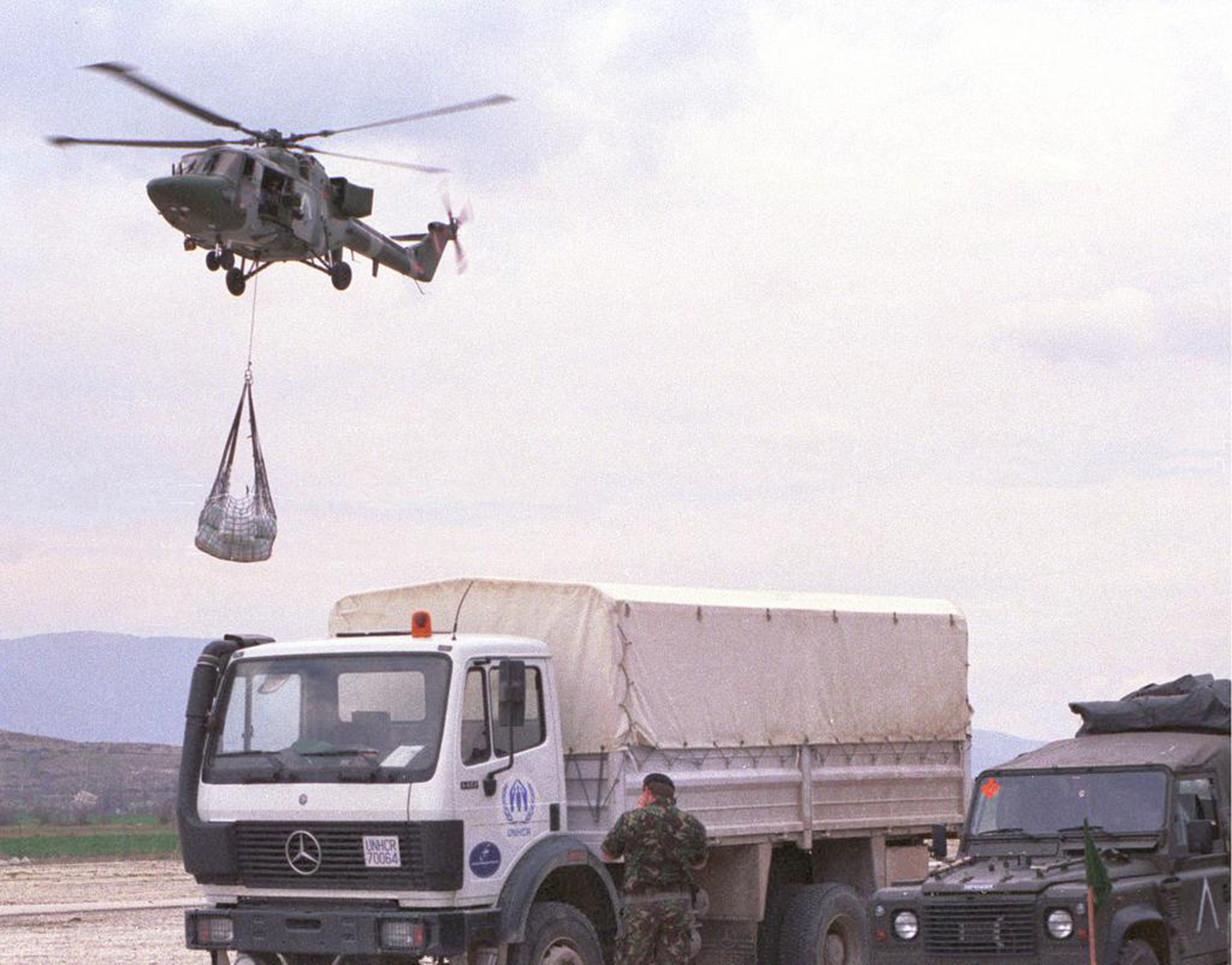
Ankunft eines UNHCR-Helikopters mit Hilfsgütern in Mazedonien
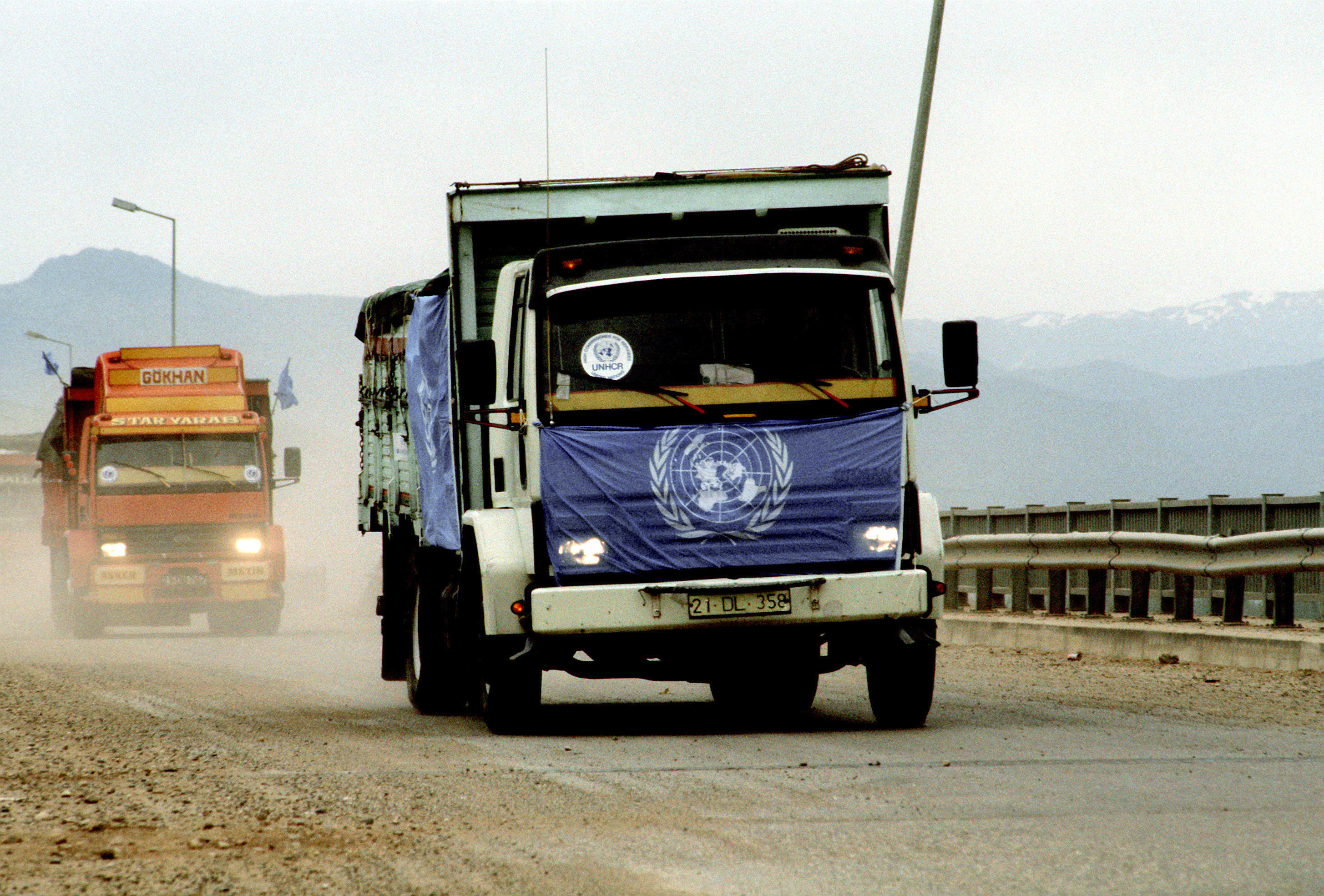
UNHCR-LKW beladen mit Hilfsgütern auf dem Weg in den Irak, um kurdischen Flüchtlingen zu helfen
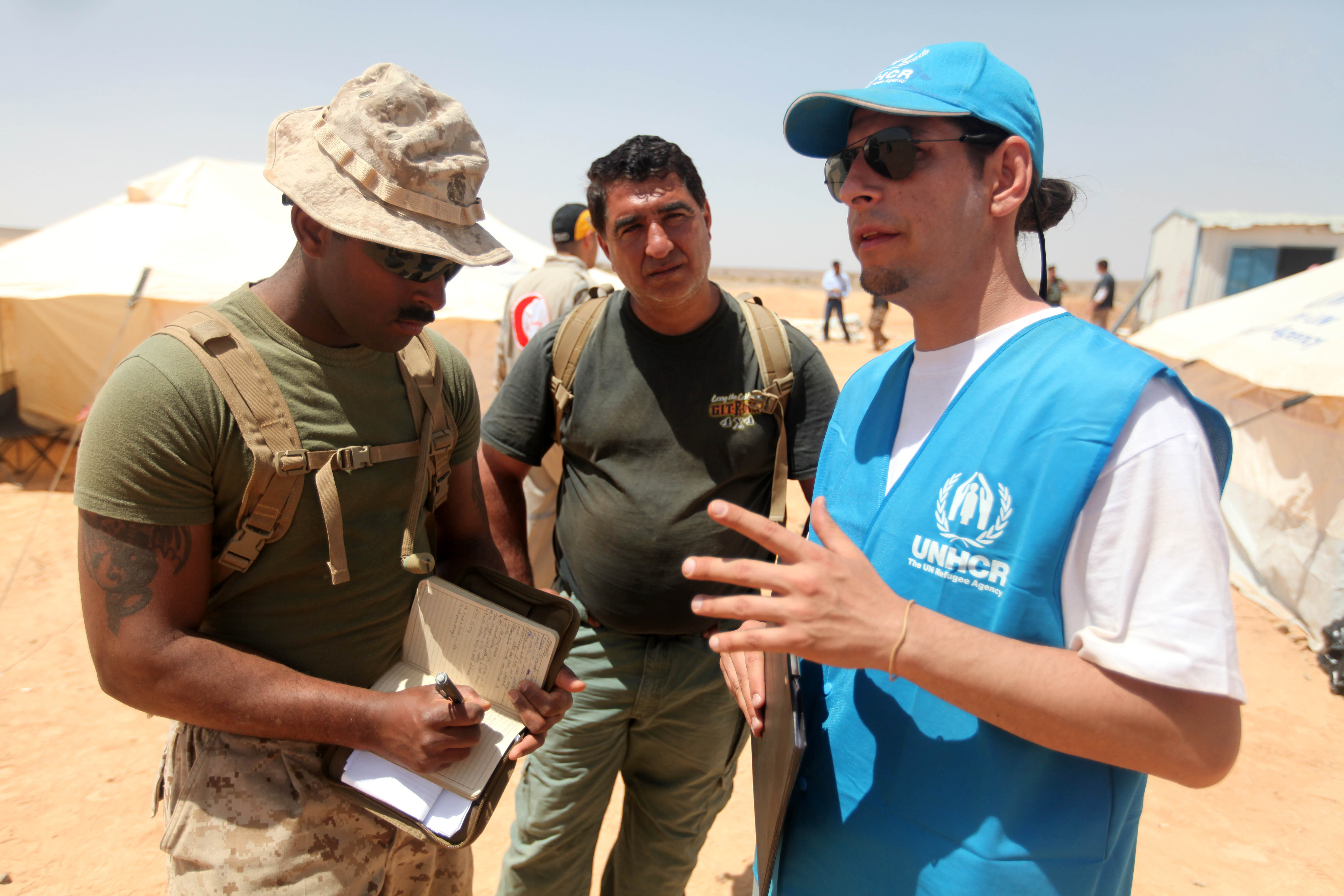
Ein UNHCR-Mitarbeiter berät sich mit US-Marines
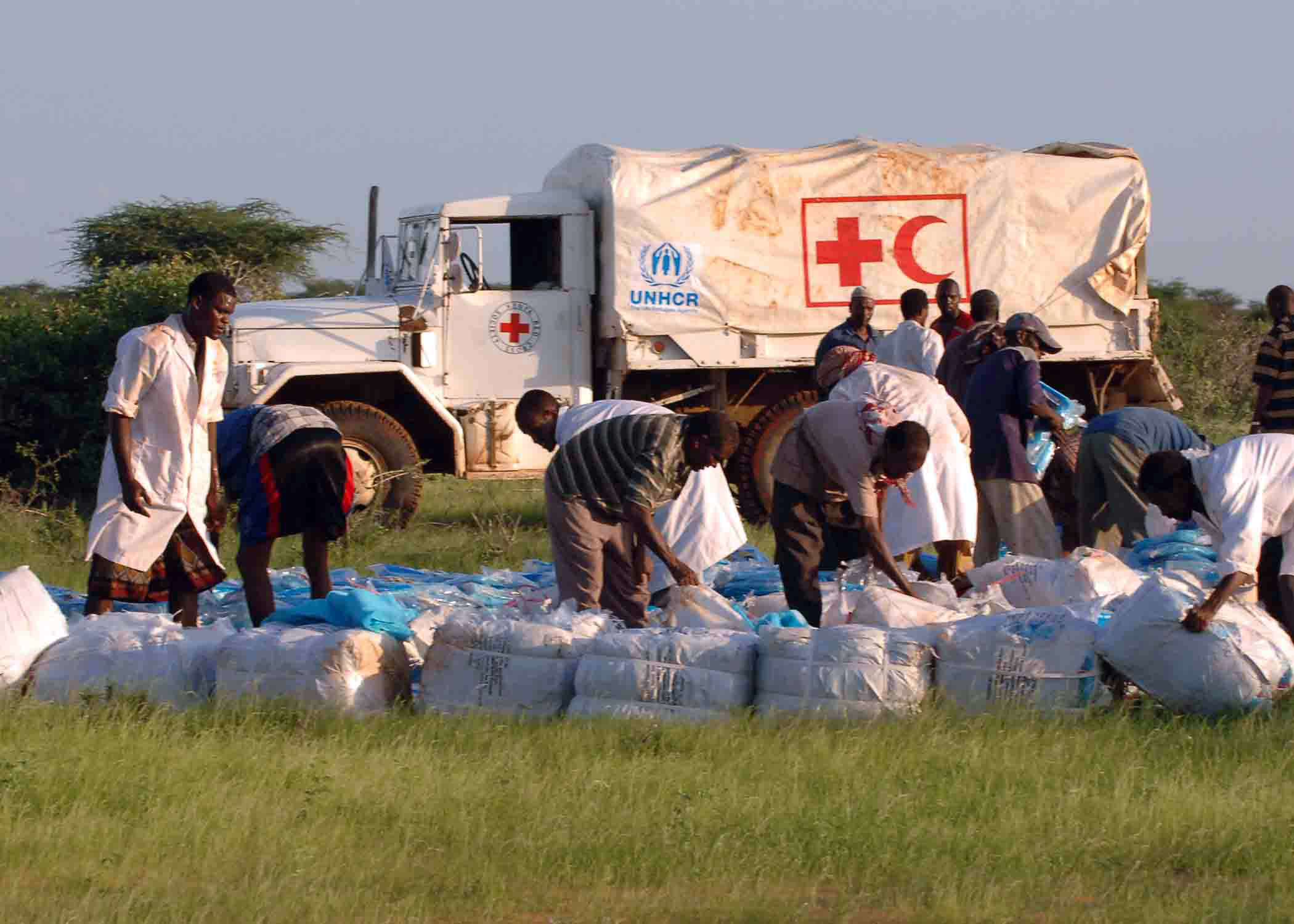
Helfer von UNHCR und CARE sortieren Hilfspakete in Kenia

## Finanzierung
Das Budget des UNHCR wuchs von 0,3 Milliarden US-Dollar für 1950 auf 7 Milliarden US-Dollar für 2015. Zur Deckung der Ausgaben ist das UNHCR fast vollständig auf freiwillige Zahlungen angewiesen, muss seine Mittel also überwiegend selbst durch Fundraising einwerben. Die meisten Zuwendungen kommen von Staaten und Staatsverbünden wie der Europäischen Union, weitere von Nichtregierungsorganisationen, außerdem von Unternehmen, Unternehmensverbänden, Stiftungen und einzelnen Personen. Das UNHCR steht dabei in Konkurrenz zu anderen humanitären Organisationen, auch solchen der UN wie etwa dem Kinderhilfswerk (UNICEF) und dem Welternährungsprogramm (WFP). Von den UN dagegen erhält das UNHCR lediglich einen kleinen Zuschuss zu den Verwaltungskosten. Die durch das UNHCR veröffentlichten Angaben zeigen nach Zeit und Herkunft stark schwankende Zuwendungen. So gab das UNHCR im Januar 2015 an, die deutsche Regierung habe es 2014 mit über 139 Millionen US-Dollar unterstützt. Zusätzlich habe der private UNHCR-Spendenpartner in Deutschland, die UNO-Flüchtlingshilfe, 2014 mit über 14 Millionen US-Dollar einen Spendenrekord für UNHCR-Hilfseinsätze erzielt. Damit gehöre Deutschland in der UNHCR-Geberliste erstmals mit den USA (etwa 1,3 Milliarden US-Dollar), der Europäischen Kommission (271 Mio.), Großbritannien (203 Mio.) und Japan (182 Mio.) zu den fünf größten Gebern, die über 60 Prozent der UNHCR-Hilfsprogramme weltweit finanzieren. Dagegen veröffentlichte das UNHCR für das Jahr 2015 bis einschließlich 23. Juni 2015, die 10 Staaten und Staatsverbünde mit den höchsten Zuwendungen an das UNHCR seien die USA (etwa 992 Millionen US-Dollar), dann mit weitem Abstand Japan (167), Kuweit (122), die EU (119), Schweden (104), Norwegen (72), Dänemark (66), Kanada (64), Niederlande (55) und das Vereinigte Königreich (54). Deutschland gehörte also im ersten Halbjahr 2015 nicht zu den 10 Staaten mit den höchsten Zuwendungen.
Unterfinanzierung: Folgen und Forderungen
Die Wirkung des UNHCR wird seit Jahren dadurch beeinträchtigt, dass die Zuwendungen für seine Programme deutlich unterhalb der als notwendig veröffentlichten Höhe liegen. So betrugen die 2014 verfügbaren Mittel 3,6 Milliarden US-Dollar und damit nur 55 % der erforderlichen Summe. Viele Bedürfnisse der Zielgruppe des UNHCR konnten so nicht befriedigt werden („leaving many of the needs of people of concern to UNHCR unmet“). Für die Versorgung der syrischen Flüchtlinge in der Region sind von Januar bis September 2015 sogar erst 37 Prozent der von den UN Anfang des Jahres erbetenen 4,5 Milliarden Dollar überwiesen worden. Anfang November 2015 berichtete Guterres, Hoher Flüchtlingskommissar, vor dem Menschenrechtsausschuss der Vereinten Nationen, die Ressourcen seiner Organisation sowie des Roten Kreuzes und weiterer Hilfsorganisationen reichten nicht länger aus, um die 60 Millionen Vertriebenen in aller Welt zu versorgen. Daher habe das UNHCR Probleme gehabt, Geld und Material für Unterkünfte an die wachsende Zahl bedürftiger Familien auszuteilen. Auch das Welthungerprogramm habe seine Unterstützung um 30 Prozent zurückfahren müssen. Dadurch sei die Flüchtlingskrise in Europa 2015 ausgelöst worden. Guterres folgerte, es sei dringend erforderlich, auch die Art der Finanzierung von Nothilfen zu überprüfen.

## Die Hohen Kommissare
Das Amt des Hohen Kommissars wurde respektive wird ausgeübt von:
| Nr | Kommissar                      | Staatsangehörigkeit | Zeit                                         |
| -- | ------------------------------ | ------------------- | -------------------------------------------- |
| x  | Fridtjof Nansen                | Norwegen            | 1922–1927 (Hoher Kommissar des Völkerbundes) |
| 1  | Gerrit Jan van Heuven Goedhart | Niederlande         | 1951–1956                                    |
| 2  | August R. Lindt                | Schweiz             | 1956–1960                                    |
| 3  | Felix Schnyder                 | Schweiz             | 1960–1965                                    |
| 4  | Sadruddin Aga Khan             | Iran                | 1965–1977                                    |
| 5  | Poul Hartling                  | Dänemark            | 1978–1985                                    |
| 6  | Jean-Pierre Hocké              | Schweiz             | 1986–1989 (Rücktritt wegen Finanzskandal)    |
| 7  | Thorvald Stoltenberg           | Norwegen            | Januar bis November 1990 (ad interim)        |
| 8  | Sadako Ogata                   | Japan               | 1991–2000                                    |
| 9  | Ruud Lubbers                   | Niederlande         | 2001–2005 (Rücktritt wegen Sexskandal)       |
| 10 | Wendy Chamberlin               | Vereinigte Staaten  | Februar bis Juni 2005 (ad interim)           |
| 11 | António Guterres               | Portugal            | 2005–2015                                    |
| 12 | Filippo Grandi                 | Italien             | seit 2016                                    |

## Berichte
Zu den vom UNHCR herausgegebenen Berichten zählen unter anderem der jährlich im Juni veröffentlichte UNHCR Global Report mit einer Gesamtschau der Herausforderungen und Ergebnisse des UNHCR, der jährliche UNHCR Global Trends Report mit weltweiten, von Regierungen und Nichtregierungs-Partnerorganisationen sowie der UNHCR Behörde zusammengestellten weltweiten Flüchtlingszahlen, der Asylum Trends Bericht mit Zahlen zu Asylsuchenden in Industrienationen, der Global Appeal mit einem allgemeinen Überblick über gegenwärtige Ziele und finanzielle Belange des UNHCR, der jährliche Finanzbericht des UNHCR und zahlreiche weitere themen- oder regionenspezifische Berichte.

## Kampagnen, Veranstaltungen, Preis
Wesentliche Aufgabenbereiche des UNHCR sind auch die Meinungsbildung und die Öffentlichkeitsarbeit in den Zielländern. Der Weltflüchtlingstag, Kampagnen wie WithRefugees oder das Dokumentarfotoprojekt No Stranger Place von Aubrey Wade sollen Bemühungen um Integration einerseits würdigen, andererseits fördern. Es gibt auch Schwerpunktaktivitäten, wie in Österreich den Langen Tag der Flucht, der Ende September durchgeführt wird und an dem in mehr als hundert Veranstaltungen in allen Bundesländern auf Schicksal und Nöte von Flüchtlingen hingewiesen wird.
Seit dem Jahr 1955 wird vom UNHCR der Nansen-Flüchtlingspreis verliehen, der mit 100.000 Dollar dotiert ist. Das Preisgeld wird von den Regierungen Norwegens und der Schweiz gestiftet und kommt in der Regel vollständig dem internationalen Flüchtlingsschutz zugute.